# راتهور، پاکستان
راتهور (به انگلیسی: Rathor) یک روستا در پاکستان است که در پنجاب واقع شده‌است. راتهور ۱۷۸ متر بالاتر از سطح دریا واقع شده‌است.